# Estádio Olímpico Grande Torino
O Estádio Olímpico Grande Torino (em italiano Stadio Olimpico Grande Torino, até 2016, Stadio Olimpico di Torino, antes de 2006,  Stadio Comunale di Torino), é um estádio localizado na cidade de Turim, na Itália.
Começou a ser construído em 1933, sendo inaugurado para a Copa do Mundo de 1934 como Stadio Mussolini, em homenagem ao ditador Benito Mussolini. Após a Segunda Guerra Mundial, passou a ser chamado de Stadio Comunale.
Até a inauguração do Estádio delle Alpi, em 1990, foi casa dos principais times da cidade, a Juventus FC e o Torino FC. 

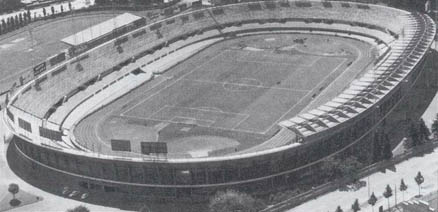
Vista do estádio nos anos 1930.

Com a inauguração do Estádio delle Alpi, o estádio foi sendo progressivamente abandonado, sofrendo a ação do tempo. Com o interesse da cidade em sediar os Jogos Olímpicos de Inverno de 2006, existiram demandas relativas a demolição do estádio para a construção em seu terreno de duas novas arenas, pois no projeto de candidatura, as cerimônias de abertura e encerramento seriam realizadas no delle Alpi. Todavia, os organizadores daquela edição dos Jogos Olímpicos de Inverno e a prefeitura da cidade entenderam que seria mais barato e interessante a revitalização do Estádio que está localizado no centro da cidade e era mais acessível ao público. Com isso, houve a construção de um novo estádio em dimensões menores do que o anterior, porém mais confortável e moderno. Na área restante do estádio foi construído um parque público e a principal arena da cidade, o Pala Alpi Tour, que sediou o torneio de hóquei sobre o gelo naquela edição.

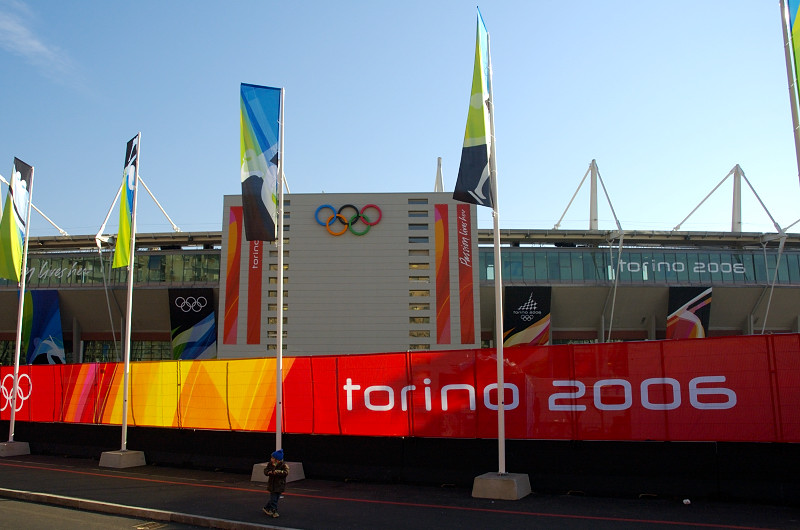
O estádio durante os Jogos Olímpicos de Inverno de 2006.

Entre 2006 e 2016 foi chamado Stadio Olimpico di Torino.
No ano de 2016, o Stadio Olimpico foi rebatizado como Stadio Olimpico Grande Torino, em homenagem ao time histórico do Torino FC.